# Maior machado do mundo

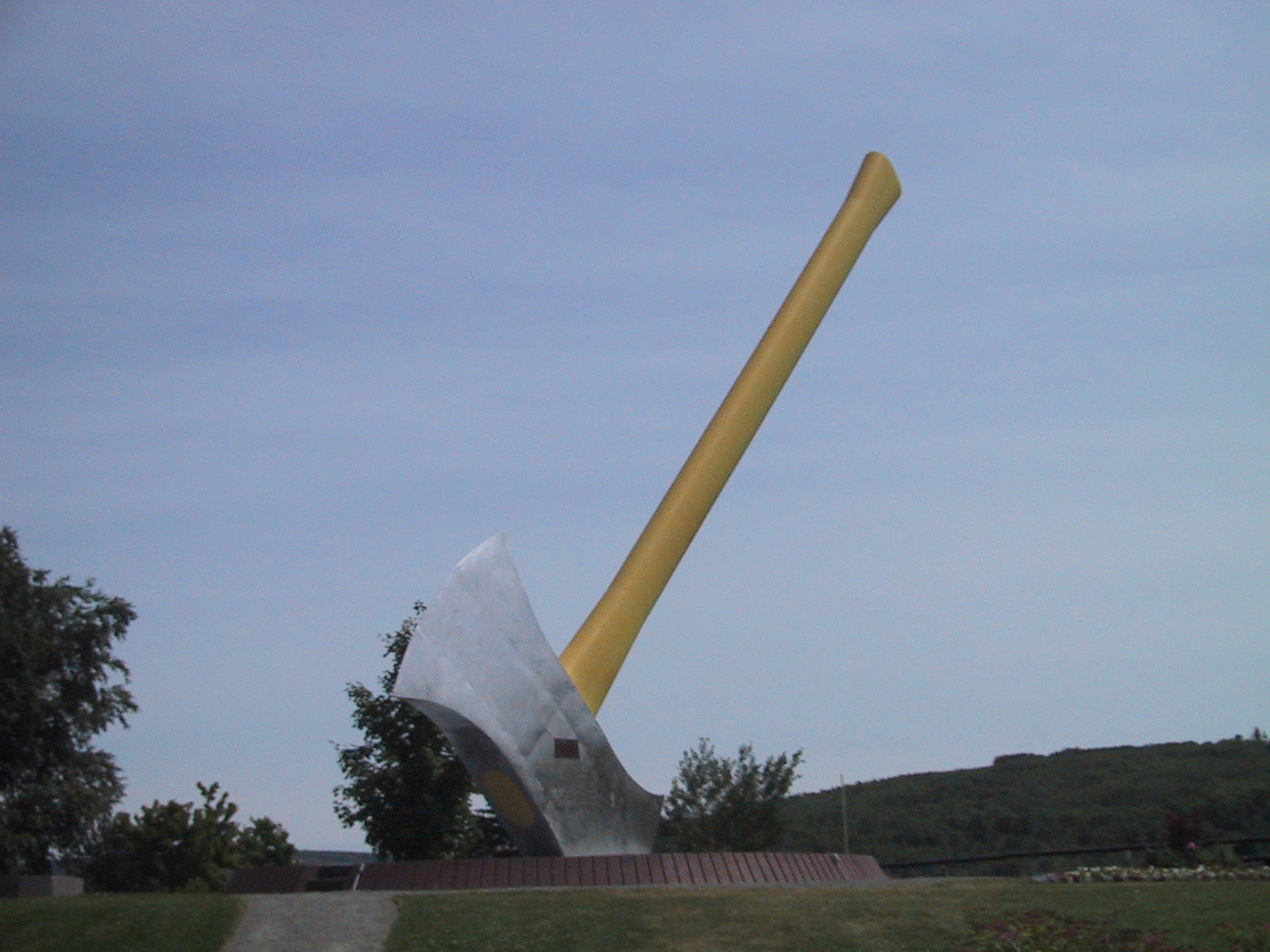
Maior Machado do Mundo, em Nackawic, NB

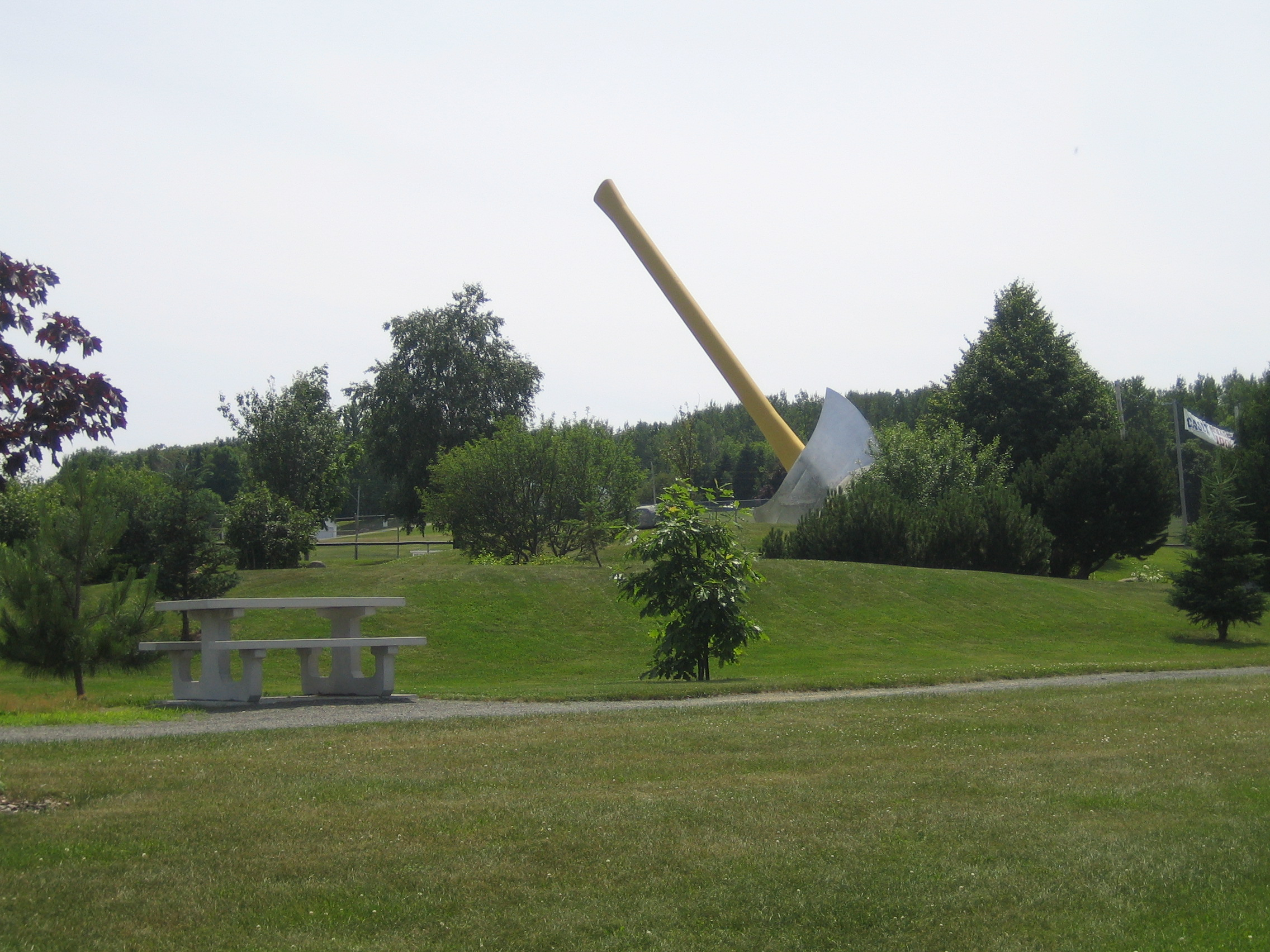
Machado e Parque em 2005

O maior machado do mundo está localizado em Nackawic, New Brunswick, Canadá.
O machado tem 15m de altura e pesa mais de 55 toneladas. A cabeça do machado tem 7m de cumprimento. O toco de concreto tem 10m de ciâmetro. Foi encomendado, projetado e construído em 1991 por uma companhia em em Woodstock. Tem uma cápsula do tempo embutida na cabeça do machado.

## Placa
"O Maior Machado do Mundo. Este machado gigante simboliza a importância do passado, presente e futuro da indústria florestal para a cidade de Nackawic e a Província de Nova Brunswick. 1991."
- Este artigo foi inicialmente traduzido, total ou parcialmente, do artigo da Wikipédia em inglês cujo título é «World's largest axe».